# Inglés sudafricano

Bandera de Sudáfrica

El inglés sudafricano es el conjunto de dialectos del idioma inglés nativos de los sudafricanos. Si bien la actual República de Sudáfrica fue una de las colonias británicas y sus habitantes hablan inglés, es uno de los países con mayor cantidad de idiomas oficiales. Además de este idioma y del afrikáans existen otros nueve idiomas oficiales. Actualmente en Sudáfrica hay once idiomas oficiales, y estos influyen al Inglés sudafricano. Es hablado en Sudáfrica, Lesoto, Suazilandia y Mauricio.

## Historia
Los colonos británicos llegaron por primera vez a la región sudafricana en 1795, cuando establecieron una operación de retención militar en Cape Colony. El objetivo de este primer esfuerzo era obtener el control de una ruta marítima clave del Cabo, no establecer una colonia de colonos permanente. El control total de la colonia fue arrebatado a la República de Batavia después de la Batalla de Blaauwberg en 1806. La primera gran afluencia de hablantes de inglés llegó en 1820. Alrededor de 5000 colonos británicos, en su mayoría rurales o de clase trabajadora, se establecieron en el Cabo Oriental. Aunque los británicos eran un grupo minoritario de colonos (los holandeses habían estado en la región desde 1652, cuando los comerciantes del La Compañía Holandesa de las Indias Orientales desarrolló un puesto de avanzada ), el gobernador de la Colonia del Cabo, Lord Charles Somerset, declaró el inglés como idioma oficial en 1822. Para difundir la influencia del inglés en la colonia, los funcionarios comenzaron a reclutar maestros de escuela británicos y clérigos escoceses para ocupar puestos en los sistemas educativo y eclesiástico. Otro grupo de angloparlantes llegó de Gran Bretaña en las décadas de 1840 y 1850, junto con los colonos de Natal. Estos individuos eran en gran parte "oradores estándar", como militares retirados y aristócratas. Una tercera ola de colonos ingleses llegó entre 1875 y 1904 y trajo consigo una diversa variedad de dialectos ingleses.. Estas dos últimas olas no tuvieron una influencia tan grande en el inglés sudafricano (SAE), porque "las semillas del desarrollo ya se sembraron en 1820". Sin embargo, la ola de Natal trajo nostalgia por las costumbres británicas y ayudó a definir la idea de una variedad "estándar" que se parecía al inglés británico del sur.
Cuando se formó la Unión de Sudáfrica en 1910, el inglés y el holandés eran los idiomas oficiales del estado, aunque el afrikáans reemplazó efectivamente al holandés en 1925. Después de 1994, estos dos idiomas, junto con otros nueve idiomas bantúes del sur, alcanzaron el mismo estatus oficial.
SAE es una variedad extraterritorial (ET) del inglés, o una variedad de idioma que ha sido transportada fuera de su hogar continental. Más específicamente, SAE es un ET del hemisferio sur que se originó en la colonización inglesa posterior en los siglos XVIII y XIX (el inglés de Zimbabue, Australia y Nueva Zelanda también son variedades ET del hemisferio sur). SAE se parece más al inglés británico que al inglés americano debido a los estrechos lazos que las colonias sudafricanas mantuvieron con el continente en los siglos XIX y XX. Sin embargo, con la creciente influencia de la cultura pop estadounidense en todo el mundo a través de modos de contacto como la televisión, el inglés estadounidense se ha vuelto más familiar en Sudáfrica. De hecho, algunos elementos léxicos estadounidenses se están convirtiendo en alternativas a los términos británicos comparables.

## Variedades

### Inglés multirracial

Distribución geográfica del inglés en Sudáfrica: densidad de hablantes de inglés como lengua materna. Los cuatro grupos de alta densidad corresponden a las ubicaciones de Pretoria y Johannesburgo, Durban, Port Elizabeth y Ciudad del Cabo.

Alrededor del 20 % de todas las personas de color en Sudáfrica hablan inglés como lengua materna. Se concentran principalmente en las provincias de KwaZulu-Natal y partes del noreste del Cabo Oriental en el antiguo Transkei con algunos trasplantes encontrados en Johannesburgo.
Muchas personas de estas regiones emigraron a Durban y Pietermaritzburg, donde se pueden encontrar la mayoría de los mestizos anglófonos.
Los mestizos anglófonos con herencia europea tienen ascendencia principalmente de las islas británicas, lo que, además de originarse en regiones con muy pocas personas que hablan afrikáans, contribuyó a que el inglés sea el idioma principal de las personas de color en la región. Además, dado que los afrikaners se identifican como los arquitectos del apartheid, la gente "de color" de Natal no los tiene en alta estima. Además, dado que los "mestizos" de Natal se identifican culturalmente con los sudafricanos de habla inglesa, sienten antipatía hacia el afrikáans.
El acento de las personas de color anglófono está influenciado por su origen multirracial, siendo descendientes de europeos (británicos, alemanes y afrikáners), negros (zulúes y xhosa), indios (tanto dravidianos como indoarios ), así como otras personas mixtas como St. Helenianos, Criollos de Mauricio y algunos Griquas. Esto ha influido en que el acento sea uno de los más distintivos del sur de África.

### Inglés sudafricano negro
El inglés sudafricano negro, o como lo hablan personas cuya primera lengua es una lengua africana indígena. El BSAE se considera un inglés "nuevo" porque ha surgido a través del sistema educativo entre los hablantes de un segundo idioma en lugares donde el inglés no es el idioma mayoritario. Al menos dos variantes sociolingüísticas han sido definitivamente estudiadas en un continuo post-criollo para el segundo idioma inglés sudafricano negro hablado por la mayoría de los sudafricanos negros : un "acrólecto" prestigioso y de alto nivel.
" acrolect " de rango más medio. corriente principal" mesolecto"". La variedad "basilecto" es menos similar al idioma colonial (inglés nativo), mientras que el "mesolecto" lo es un poco más Históricamente, la BSAE se ha considerado una variedad "no estándar" de inglés, inapropiado para contextos formales e influenciado por lenguas indígenas africanas.
Según los Servicios Estadísticos Centrales, en 1994 unos 7 millones de negros hablaban inglés en Sudáfrica. El BSAE se originó en el sistema escolar sudafricano, cuando la Ley de educación bantú de 1953 ordenó el uso de idiomas nativos africanos en el aula. Cuando se estableció esta ley, la mayoría de los maestros nativos de habla inglesa fueron retirados de las escuelas. Esto limitó la exposición que los estudiantes negros recibieron a las variedades estándar de inglés. Como resultado, el inglés hablado en las escuelas negras desarrolló patrones distintivos de pronunciación y sintaxis, lo que condujo a la formación de BSAE. Algunos de estos rasgos característicos pueden vincularse a las lenguas maternas de los primeros hablantes de BSAE. La política de promoción de la lengua materna en las escuelas finalmente fracasó y, en 1979, el Departamento de Educación Bantú permitió que las escuelas eligieran su propio idioma de instrucción. El inglés fue en gran parte el idioma elegido, porque se lo consideraba una herramienta clave para el avance social y económico.

### Inglés indio sudafricano
El inglés indio sudafricano (ISAE) es una subvariedad que se desarrolló entre los descendientes de inmigrantes indios en Sudáfrica. La política del apartheid, vigente desde 1948 hasta 1991, impedía que los niños indios interactuaran públicamente con personas de ascendencia inglesa. Esta separación hizo que se desarrollara una variedad india independientemente del inglés sudafricano blanco, aunque con características fonológicas y léxicas que aún encajan bajo el paraguas del inglés sudafricano. El inglés sudafricano indio incluye " basilect ", " mesolect " y " acrolect ". Estos términos describen variedades de un idioma dado en un espectro de similitud con la versión colonial de ese idioma: el "acrolecto" es el más similar. Hoy en día, los hablantes de basilecto son generalmente hablantes no nativos mayores con poca educación; los hablantes de acrolect se parecen mucho a los hablantes nativos de inglés colonial, con algunas excepciones fonéticas/sintácticas; y los altavoces mesolectos se encuentran en algún punto intermedio. En las últimas décadas, el dialecto se ha acercado mucho más a la lengua estándar a través del modelo que se enseña en las escuelas. El resultado es una variedad de inglés que combina características de inglés indio, sudafricano, británico estándar, criollo y de idiomas extranjeros de una manera única y fascinante.

### Inglés sudafricano blanco
Han surgido varias variedades de inglés sudafricano, acompañadas de diversos niveles de prestigio social percibido. Roger Lass describe el inglés sudafricano blanco como un sistema de tres subvariedades habladas principalmente por sudafricanos blancos, llamado "La gran tricotomía " (un término que se usó por primera vez para categorizar las variedades del inglés australiano y luego se aplicó al inglés sudafricano). En esta clasificación, la variedad "cultivada" se aproxima mucho a la pronunciación recibida estándar de Inglaterra.y está asociado con la clase alta; la variedad "General" es un indicador social de la clase media y es la lengua común; y la variedad "Amplia" está más asociada con la clase trabajadora, el nivel socioeconómico bajo y la poca educación. Estas tres subvariedades, Cultivada, General y Amplia, también se han llamado a veces "SAE conservadora", "SAE respetable" y "SAE extrema", respectivamente. Broad White SAE se aproxima mucho a la variedad de segundo idioma de los afrikaners (que hablan afrikáans ) llamado inglés afrikáans. Esta variedad ha sido estigmatizada por los hablantes de SAE de clase media y alta (principalmente los de origen anglosajón) y se considera una forma vernácula de SAE.

## Demografía
El censo nacional de Sudáfrica de 2011 encontró un total de 4 892 623 hablantes de inglés como primer idioma, que representan el 9,6 % de la población nacional. Las provincias con poblaciones significativas de habla inglesa fueron Western Cape (20,2 % de la población provincial), Gauteng (13,3 %) y KwaZulu-Natal (13,2 %).
El inglés se hablaba en todos los grupos étnicos de Sudáfrica. El desglose de los angloparlantes según las clasificaciones raciales convencionales utilizadas por Estadísticas de Sudáfrica se describe en la siguiente tabla.
| Grupo de población | Hablantes de inglés como primer idioma | % del grupo de población | % del total de hablantes de inglés |
| ------------------ | -------------------------------------- | ------------------------ | ---------------------------------- |
| Negro africano     | 1 167 913                              | 2.9                      | 23,9                               |
| Coloured           | 945,847                                | 20.8                     | 19.3                               |
| Indio o Asiático   | 1 094 317                              | 86.1                     | 22.4                               |
| Blanco             | 1 603 575                              | 35,9                     | 32.8                               |
| Otro               | 80,971                                 | 29.5                     | 1.7                                |
| Total              | 4 892 623                              | 9.6                      | 100.0                              |